# Nieuport 11
Pour les articles homonymes, voir Bébé.
Le Nieuport 11 , surnommé Bébé, est un des chasseurs biplans ayant le plus marqué l'aviation durant la Première Guerre mondiale. Il est réputé comme l'un des appareils ayant mis fin au « fléau Fokker » en 1916, et fut affectueusement surnommé « Bébé Nieuport ».

## Historique
La société Nieuport tire parti des enseignements des essais du Nieuport 10B monoplace et des exigences du combat en ce début d’année 1915, avec en particulier la nécessité de combattre un fléau : le Fokker E.III à mitrailleuse synchronisée qui décime alors l’aviation alliée.
Gustave Delage dessine un appareil court, compact et léger pourvu d'un moteur Le Rhône de 80 ch. Cette petite machine va apporter la gloire aux usines Nieuport. À l’époque, la dénomination de l’avion est « Nieuport type XI BB » (B pour biplan selon la nomenclature du constructeur, suivi de B pour chasseur d'après la nomenclature du ministère de la Guerre français). Il est vite surnommé « Bébé Nieuport ».
Son développement est problématique, et en été 1915 des prototypes connaissent des accidents par rupture du longeron inférieur de l'aile supérieure, lorsqu'étaient  effectuées de trop fortes manœuvres. Ce grave inconvénient ne fut jamais réellement supprimé.
Le second problème du « Bébé » est qu'il n'est armé que d'une mitrailleuse Hotchkiss (les anglais utiliseront une Lewis) montée sur le plan supérieur de l'aile, et tirant seulement 27 cartouches (contre 250 pour le Fokker Eindecker). Si le pilote voulait recharger ou désenrayer son arme, il devait se mettre debout dans son cockpit.  
Malgré ces défauts, les premiers appareils arrivèrent sur le front le 5 janvier 1916, et bientôt se trouvèrent impliqués dans la bataille de Verdun avec l'escadrille du commandant De Rose, qui participa à la fin du « fléau Fokker ». L'escadrille La Fayette combattit aussi à Verdun sur Nieuport 11, à partir de juin 1916.   
Le nouvel avion se montre rapide (155 km/h) et décolle sur quelques mètres, grimpe excellemment, et surtout est d’une grande maniabilité. Lors de la bataille de Verdun, le Nieuport 11, en compagnie du Nieuport 17, inflige à ses adversaires des pertes si lourdes que le commandement allemand se voit obligé de changer de tactique : désormais les pilotes volent en escadrille (origine des « Jasta », escadrilles de chasses allemandes), système déjà initié par De Rose pour pallier les lacunes du « Bébé ». 
Immédiatement, les alliés commandent l'appareil en grand nombre, regagnant ainsi la suprématie des airs. Il fut produit à 7 200 exemplaires, dont 646 en Italie par l'entreprise Nieuport-Macchi.
Avec le Nieuport 17, qui prit sa place sur les chaînes de production, il resta le chasseur standard de l'Entente jusqu'au début de l'année 1917, où il fut remplacé par des appareils beaucoup plus évolués, tel le SPAD S.VII.

## Conception
La chasse au poids sur le type XI BB est poussée à l'extrême. Le capot, par exemple, est lacé à l'aide d'œillets. Il en résulte un appareil léger, 290 kg sans moteur, et rapide, capable de deux heures d’autonomie. La cellule est constituée de tubes raidis par tendeurs et montés sur chapes, facilitant le remplacement d'un élément. Le tout est recouvert de toile tendue. L’aile inférieure est placée très en arrière du centre de gravité et possède un fort dièdre, tandis que l’aile supérieure de forme droite et à forte corde, porte des ailerons. Les mâts d'interplan sont en V profilés et inclinés dans le sens longitudinal. Le rapport de surface entre les deux ailes étant de moitié, cela fait du « BB » un sesquiplan.

## Variantes

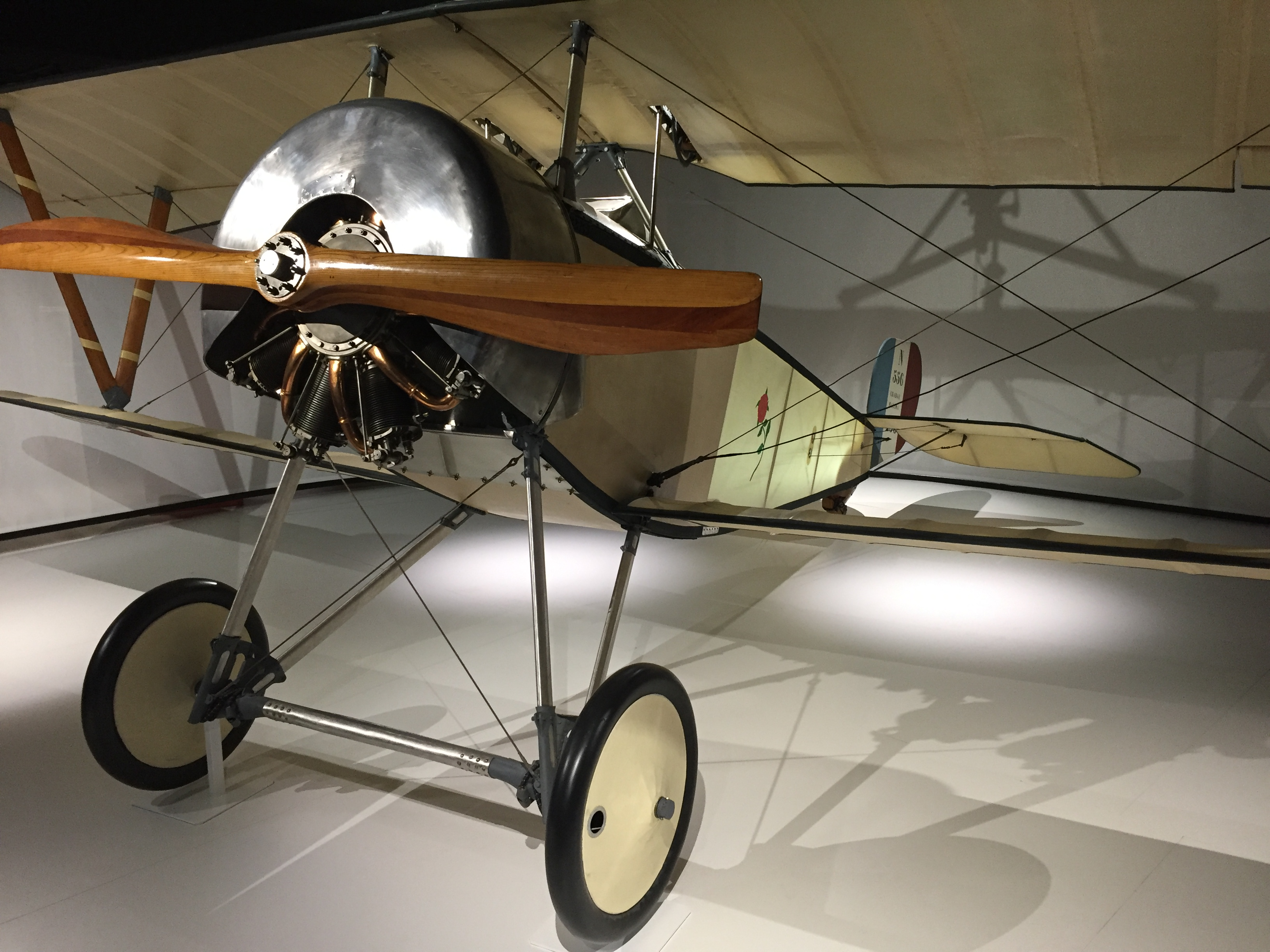
Nieuport XI exposé au musée du Bourget

- Nieuport 11 : version équipée du moteur Gnome et Rhône de 80 ch.
- Nieuport 16 : version équipée du moteur Le Rhône 9J de 110 ch (92 kW). On lui avait aussi ajouté un couvre-nuque pour le pilote et la casserole d'hélice se vit aérée dans sa partie inférieure. Les derniers exemplaires furent équipés d'une mitrailleuse Vickers supplémentaire, mais le poids de la mitrailleuse, ajouté au couple du moteur, déstabilisait l'avion et le faisait piquer du nez. Ce problème fut résolu avec la version 17.
- Nieuport 17 : version équipée du moteur Le Rhône 9J de 110 ch.